# XV съезд ВКП(б)
XV съезд Всесою́зной коммунисти́ческой па́ртии (большевико́в) проходил в Москве с 2 по 19 декабря 1927 года. Обозначил курс на индустриализацию и коллективизацию, а также ознаменовался началом внутрипартийной борьбы: из партии были исключены члены троцкистской оппозиции.
На съезде присутствовало 1669 делегатов, из них 898 с решающим голосом, 771 с совещательным голосом, представлявших 887 233 члена и 348 957 кандидатов в члены ВКП(б). Партработники составляли 54 % делегатов, рабочие — 18,4 %; русские — 62 %, украинцы — 9,8 %, евреи — 7,4 %, латыши — 4,7 %, белорусы — 2,9 %.

## Ход съезда
Съезд открыл и закрыл А. И. Рыков.
Съезд почтил минутой молчания умерших Ф. Э. Дзержинского, Л. Б. Красина, П. Л. Войкова, А. Макмануса, Ч. Э. Рутенберга, Н. Н. Батурина и М. П. Павловича (М. Л. Вельтмана).
Перед началом работы съезда была избрана комиссия по вопросу о деятельности оппозиции.
На утреннем заседании 9 декабря было единогласно проголосовано предложение об опубликовании писем В. И. Ленина по внутрипартийным вопросам (в том числе «Письмо к съезду», о неопубликовании которого ранее было решение XIII съезда РКП(б).

## Порядок дня

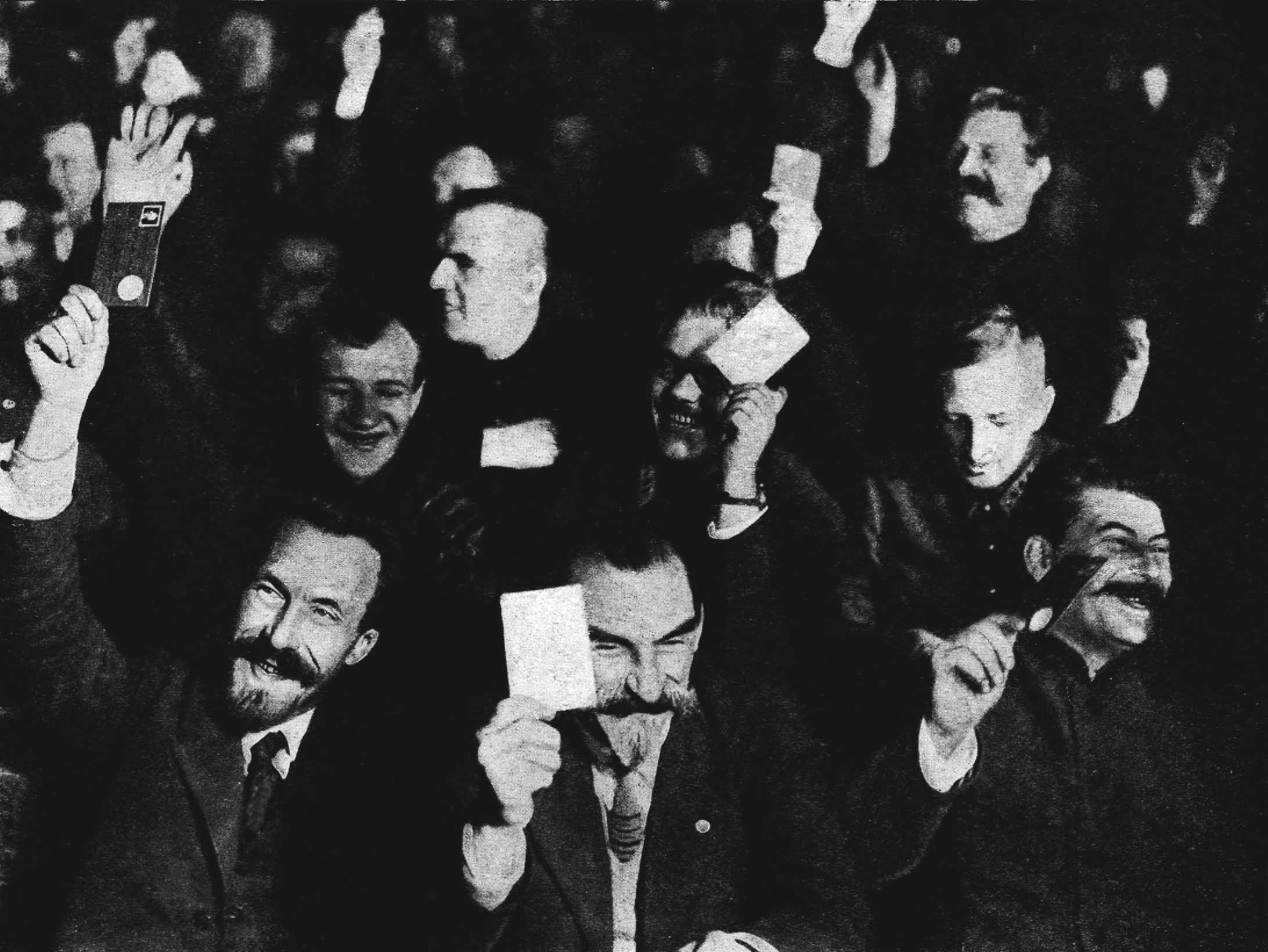
XV съезд ВКП(б). На переднем плане (слева направо) Рыков, Скрыпник, Сталин

1. Политический отчёт ЦК[2] (И. В. Сталин)
2. Организационный отчёт ЦК (С. В. Косиор)
3. Отчёт Центральной ревизионной комиссии (Д. И. Курский)
4. Отчёт ЦКК — РКИ (Г. К. Орджоникидзе)
5. Отчёт делегации ВКП(б) в Исполкоме Коминтерна (Н. И. Бухарин)
6. О директивах по составлению пятилетнего плана развития народного хозяйства (А. И. Рыков, Г. М. Кржижановский)
7. О работе в деревне (В. М. Молотов)
8. Доклад мандатной комиссии (И. М. Москвин)
9. Доклад комиссии по вопросу об оппозиции (Г. К. Орджоникидзе)
10. Выборы центральных учреждений

## Принятые документы
- Директивы по составлению первого пятилетнего плана развития народного хозяйства СССР
- Резолюция «О работе в деревне»
- Решение о создании в составе аппаратов ЦК ВКП(б), губкомов, обкомов и окружкомов отделов по работе в деревне
- Резолюция «Об оппозиции»

## Основные итоги съезда
- В части экономики:

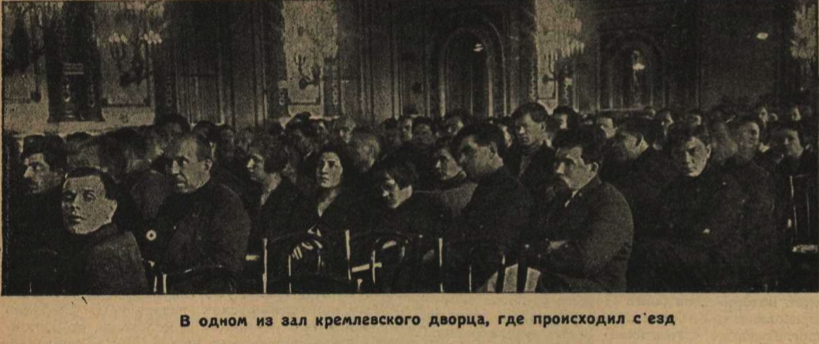
XV съезд ВКП(б)

  - Утверждены Директивы по составлению Первого пятилетнего плана развития народного хозяйства
  - Принят план коллективизации сельского хозяйства

"XV съезд нашей партии в своей резолюции «О работе в деревне» постановил:
«В настоящий период задача преобразования и объединения мелких индивидуальных крестьянских хозяйств в крупное коллективное хозяйство должна быть поставлена в качестве основной задачи партии в деревне»
— 
При этом, провозглашая усиление политики ограничения и вытеснения капиталистических элементов деревни, съезд на время не провозгласил борьбу с кулачеством как классом, оставив в силе законы об аренде земли (учитывая, что арендаторами в основном являются кулаки) и закон о найме труда в деревне (потребовав его точного соблюдения). Таким образом, вытеснение было направлено на отдельные отряды кулачества, не выдержавшие налогового режима и системы ограничительных мер советской власти.
- По работе Коминтерна и международному положению съезд отметил:

«…Отчётный период характеризуется обострением главнейших противоречий как внутри мировой капиталистической системы, так и между капиталистическим миром и СССР; обострением, в связи с этим, военной опасности, в первую очередь, опасности войны против СССР».
«Полевению рабочих масс противостоит резкое поправение верхушки II Интернационала и… профсоюзов. Социал-демократия, открыто отказывающаяся от классовой борьбы, целиком перешла на сторону буржуазии, пытаясь внедрить в рабочую массу идею классового сотрудничества… и обманывая рабочий класс перспективой „мирного“ перехода к социализму…».
- В части борьбы с оппозицией:

Подведены итоги борьбы с троцкизмом («троцкистско-зиновьевский антипартийный блок»).
Съезд одобрил решение объединённого собрания ЦК и ЦКК об исключении из партии Л. Д. Троцкого, Г. Е. Зиновьева. Принятой по докладу Сталина резолюцией «Об оппозиции» съезд исключил из партии ещё 75 «активных деятелей троцкистской оппозиции» (среди них Л. Каменев, Г. Пятаков, И. Бакаев, Г. Евдокимов, П. Залуцкий, М. Лашевич, Н. Муралов, К. Радек, X. Раковский, Г. Сафаров, И. Смилга, И. Смирнов, Л. Сосновский), а также членов «группы Т. В. Сапронова» (23 человека) — «как явно антиреволюционой». Резолюция, помимо исключения означенных лиц, поручала ЦК и ЦКК «принять все меры идейного воздействия на рядовых членов троцкистской оппозиции с целью их убеждения при одновременном очищении партии от всех явно неисправимых элементов троцкистской оппозиции»
В соответствии с этим пунктом после съезда было исключено из партии ещё примерно 10000 членов оппозиции. Резолюция была принята единогласно.
- В части организационной работы
  - Принято решение изменить Устав партии и созывать съезды не ежегодно, а не реже 1 раза в 2 года («против» голосовало 4, воздержалось 3).
  - Принято решение, что «все члены партии, отказывающиеся правдиво отвечать на вопросы контрольной комиссии, подлежат немедленному исключению из партии» (что позволило трактовать «правдивость» на усмотрение комиссий).
  - Также принято решение, что любые дискуссии в партии проводятся лишь после соответствующего решения ЦК и при либо признании необходимости дискуссии несколькими организациями областного масштаба; либо если «внутри ЦК нет налицо достаточно твёрдого большинства в важнейших вопросах партийной политики»; либо ЦК «считает необходимым проверить правильность своей политики путём дискуссионного обсуждения в партии»[9] (что на практике означало окончание периода дискуссий в партии).

## На съезде избраны
- Центральный Комитет: 71 член, 50 кандидатов в члены ЦК
- Центральная ревизионная комиссия: 9 членов
- Центральная контрольная комиссия: 195 членов

### Персональный состав ЦК, избранного съездом
- Акулов, Иван Алексеевич (1888—1937)
- Андреев, Андрей Андреевич (1895—1971)
- Антипов, Николай Кириллович (1894—1938)
- Артюхина, Александра Васильевна (1889—1969)
- Бадаев, Алексей Егорович (1883—1951)
- Бауман, Карл Янович (1892—1937)
- Бубнов, Андрей Сергеевич (1884—1938)
- Бухарин, Николай Иванович (1888—1938)
- Ворошилов, Климент Ефремович (1881—1969)
- Гамарник, Ян Борисович (1894—1937)
- Голощёкин, Филипп Исаевич (1897—1941)
- Догадов, Александр Иванович (1888—1937)
- Жуков, Иван Павлович (1889—1937)
- Зеленский, Исаак Абрамович (1890—1938)
- Кабаков, Иван Дмитриевич (1891—1937)
- Каганович, Лазарь Моисеевич (1893—1991)
- Калинин, Михаил Иванович (1875—1946)
- Квиринг, Эммануил Ионович (1888—1937)
- Киркиж, Куприян Осипович (1888—1932)
- Киров, Сергей Миронович (1886—1934)
- Кнорин, Вильгельм Георгиевич (1890—1938)
- Колотилов, Николай Николаевич (1885—1937)
- Комаров, Николай Павлович (1886—1937)
- Косиор, Иосиф Викентьевич (1893—1937)
- Косиор, Станислав Викентьевич (1889—1939)
- Котов, Василий Афанасьевич (1885—1937)
- Кржижановский, Глеб Максимилианович (1872—1959)
- Крупская, Надежда Константиновна (1869—1939)
- Кубяк, Николай Афанасьевич (1881—1937)
- Куйбышев, Валериан Владимирович (1888—1935)
- Куликов, Егор Фёдорович (1891—1943)
- Лепсе, Иван Иванович (1889—1929)
- Лобов, Семён Семёнович (1888—1937)
- Оппоков, Георгий Ипполитович (1888—1937)
- Любимов, Исидор Евстигнеевич (1882—1937)
- Мануильский, Дмитрий Захарович (1883—1959)
- Медведев, Алексей Васильевич (1884—1937)
- Менжинский, Вячеслав Рудольфович (1874—1934)
- Микоян, Анастас Иванович (1895—1978)
- Михайлов, Василий Михайлович (1894—1937)
- Молотов, Вячеслав Михайлович (1890—1986)
- Москвин, Иван Михайлович (1890—1937)
- Орахелашвили, Мамия Дмитриевич (1881—1937)
- Петровский, Григорий Иванович (1878—1958)
- Постышев, Павел Петрович (1887—1939)
- Пятницкий, Иосиф Аронович (1882—1938)
- Рудзутак, Ян Эрнестович (1887—1938)
- Румянцев, Иван Петрович (1886—1937)
- Рухимович, Моисей Львович (1889—1938)
- Рыков, Алексей Иванович (1881—1938)
- Скрыпник, Николай Алексеевич (1872—1933)
- Смирнов, Александр Петрович (1878—1938)
- Сокольников, Григорий Яковлевич (1888—1939)
- Сталин, Иосиф Виссарионович (1878—1953)
- Степанов-Скворцов, Иван Иванович (1870—1928)
- Стецкий, Алексей Иванович (1896—1938)
- Стриевский, Константин Константинович (1885—1938)
- Сулимов, Даниил Егорович (1890—1937)
- Сырцов, Сергей Иванович (1893—1937)
- Толоконцев, Александр Фёдорович (1889—1937)
- Томский, Михаил Павлович (1880—1936)
- Угаров, Фёдор Яковлевич (1885—1932)
- Угланов, Николай Александрович (1886—1937)
- Уханов, Константин Васильевич (1891—1937)
- Цюрупа, Александр Дмитриевич (1870—1928)
- Чичерин, Георгий Васильевич (1872—1936)
- Чубарь, Влас Яковлевич (1891—1939)
- Чудов, Михаил Семёнович (1893—1937)
- Шварц, Исаак Израилевич (1879—1951)
- Шверник, Николай Михайлович (1888—1970)
- Шмидт, Василий Владимирович (1886—1938)